# Vela nos Jogos Pan-Americanos de 2011 - Sunfish
A competição da classe sunfish foi um dos eventos da vela nos Jogos Pan-Americanos de 2011, em Guadalajara. Foi disputada no Vallarta Yacht Club, em Puerto Vallarta, entre os dias no dia 17 e 23 de outubro.

## Calendário
Horário local (UTC-6).
| Data          | Horário | Fase              |
| ------------- | ------- | ----------------- |
| 17 de outubro | 14:29   | Regata 1          |
| 17 de outubro | 16:07   | Regata 2          |
| 18 de outubro | 13:52   | Regata 3          |
| 18 de outubro | 16:08   | Regata 4          |
| 19 de outubro | 14:29   | Regata 5          |
| 19 de outubro | 15:45   | Regata 6          |
| 21 de outubro | 14:35   | Regata 7          |
| 21 de outubro | 15:59   | Regata 8          |
| 22 de outubro | 14:32   | Regata 9          |
| 22 de outubro | 15:49   | Regata 10         |
| 23 de outubro | 15:13   | Regata da medalha |

## Medalhistas
| Ouro   | BRA Matheus Dellagnelo |
| Prata  | USA Paul Foerster      |
| Bronze | ARG Francisco Renna    |

## Resultados
Na regata da medalha (M), somente os cinco melhores colocados até a 10ª regata participam. Nessa regata, a pontuação perdida é multiplicada por 2. O vencedor é aquele que obtiver um menor número de pontos perdidos. A pior pontuação é desconsiderada na classificação final.
| Pos.              | Velejador                | Regata | Regata | Regata | Regata | Regata | Regata | Regata   | Regata | Regata | Regata | Regata | Total de pontos | Pontuação final |
| Pos.              | Velejador                | 1      | 2      | 3      | 4      | 5      | 6      | 7        | 8      | 9      | 10     | M      | Total de pontos | Pontuação final |
| ----------------- | ------------------------ | ------ | ------ | ------ | ------ | ------ | ------ | -------- | ------ | ------ | ------ | ------ | --------------- | --------------- |
| Medalha de ouro   | BRA Matheus Dellagnelo   | 2      | 1      | 1      | (4)    | 1      | 1      | 1        | 1      | 1      | 1      | 2      | 16              | 12              |
| Medalha de prata  | USA Paul Foerster        | 1      | 2      | 2      | 3      | 8      | 5      | 2        | 4      | (11)   | 2      | 4      | 44              | 33              |
| Medalha de bronze | ARG Francisco Renna      | 5      | 3      | (12)   | 1      | 3      | 6      | 9        | 6      | 5      | 4      | 6      | 60              | 48              |
| 4                 | PER Alexander Zimmermann | 3      | 5      | 9      | (10)   | 6      | 7      | 5        | 5      | 2      | 3      | 8      | 63              | 53              |
| 5                 | VEN Hugolino Colmenares  | 6      | 4      | 8      | 2      | (11)   | 3      | 8        | 9      | 3      | 9      | 10     | 73              | 62              |
| 6                 | PUR Iván Aponte          | (10)   | 7      | 6      | 7      | 4      | 9      | 4        | 7      | 8      | 5      | –      | 67              | 57              |
| 7                 | COL Antonio Rojas        | 4      | 9      | 10     | 5      | 9      | 2      | (13) DSQ | 8      | 4      | 7      | –      | 71              | 58              |
| 8                 | AHO Ard van Aanholt      | 7      | 8      | 5      | (12)   | 2      | 12     | 10       | 2      | 10     | 6      | –      | 74              | 62              |
| 9                 | MEX Jacobo Margules      | 8      | 10     | 11     | 6      | 10     | 4      | 7        | 3      | 9      | (12)   | –      | 80              | 68              |
| 10                | BER Malcolm Smith        | 9      | 6      | 4      | 11     | 5      | 11     | 6        | (12)   | 12     | 10     | –      | 86              | 74              |
| 11                | GUA David Hernández      | 11     | (12)   | 7      | 9      | 12     | 8      | 3        | 10     | 7      | 8      | –      | 87              | 75              |
| 12                | CHI Andrés Ducasse       | (12)   | 11     | 3      | 8      | 7      | 10     | 11       | 11     | 6      | 11     | –      | 90              | 78              |

### Vela
| M   | Regata da Medalha da qual só participam os dez primeiros colocados das regatas anteriores  |  |  | CAN | Regata cancelada |
| BFD | Desclassificado por bandeira preta (Black Flag Disqualified)                               |  |  |     |                  |
| UFD | Desclassificado por bandeira "U" (U Flag Disqualified)                                     |  |  |     |                  |
| OCS | Largada queimada (On the Course Side of the starting line)                                 |  |  |     |                  |
| DNE | Desclassificação sem eliminação (infração a um item do regulamento da prova – Did Not End) |  |  |     |                  |